# Кал Росал
Кал Росал  — небольшой поселок, расположенный на берегу реки Льобрегат. В этом месте стыкуются три муниципалитета: Ольбан, Берга и Авия (Avià). Населенный пункт относится к комарке Бергеда (Berguedà), точнее, к зоне Нижняя Бергеда (Berguedà), провинция Барселона.
Слово Кал (Cal) вызвано усечением (линг. апокопа) каталанского слова «ca» (дом). И обозначает "дом (братьев) Росал.

## Географическое положение
Поселок Кал Росал находится примерно в 3 км к югу от города Берга, центра комарки Бергеда (Berguedà). К югу от населенного пункта находятся фабричные поселки («текстильные колонии») Ла Плана и Аметилья де Кассеррас. Очень недалеко, к западу, есть скит (la ermita) вестготов Сан-Висенте-де-Обиолс, а к Северо-Востоку расположен скит, возведенный до римского завоевания Сан-Куирико-де-Pedret (IX век).

## Транспорт
Автодорога C1411 проходит через центр поселка, поблизости проложена трасса C-16/E9 (шоссе Манреса до Берга).
Из поселка можно уехать как в ближайшие Манреса-Берга, так и дальние Барселона-Llivia. Автобусная фирма называется Алсина Alsina Graells (ALSA). В первой половине XX века существовало железнодорожное сообщение, грузовое и пассажирское (линия между Манреса и Кастеллар — Нук) Ferrocarriles de la Generalidad de Cataluña или FGC , также известное под названием «Carrilet».

## История
Перед тем, как превратиться в крупную текстильную колонию, Кал Росал уже был, известным транзитным пунктом, о чём свидетельствует королевская дорога, которая соединяла Берга с Вик (Vic) через реку де-Льобрегат.
Позже, в 1858 году, братья Росал, родившиеся в Матаро но происхождение их тянется к текстильным фабрикантам города Берга, купили несколько участков земли рядом с рекой Льобрегат, чтобы построить завод. Оборудование будет приводиться в движение силой воды, а фабрика станет «первой текстильной колонией» Каталонии. Старая фабрика была запущена в 1860 году, к пряльным и чесальным машинам, вскоре добавились ткацкие станки. В конце XIX века, это уже была самая крупная текстильное предприятие города Берга. Этот позволило увеличить плотину для получения дополнительной энергии для новых машин, установленных на Новом Заводе. К середине этого века фабрика поселка Кал Росал насчитывала 1200 работников, работающих в три смены.
Большинство фабрик, расположенных вблизи реки и вдали от населенных пунктов, были вынуждены строить жилье для работников и обеспечить социально-экономической сферой, которая расширялась на протяжении XIX и XX века. Первые дома были построены рядом с фабрикой, образуя улицу («la calle del Río» или «Serradora»), улицу «Наверх» или «Гора») и улицу Сан-Антонио. Вскоре появилась церковь и бакалейная лавка, кафе, хостел и (табачный) киоск. В конце XIX века, был построен монастырь и школа, общежитие для молодых девушек и улица под названием Клетка (Jauja). Уже в XX веке «индустриальная колония» была расширена за пределы станции строительством домов Сан-Хосе (1922) и группой Сан-Рамон (1946). Параллельно, «текстильная колония» обзавелась своим кино-театром, новыми кафе и новыми продуктовыми магазинами, мясными лавками, галантерейными магазинами, пекарнями, обувными магазинами, портным, парикмахерскими, превращаясь в настоящий поселок.
Это развитие было внезапно прервано в 1970-х и 1990-х годах, кризисом, который отразился на продуктивности текстильной промышленности. Что вызвало в свою очередь отмену железнодорожного сообщения и, в конце концов, закрытие завода в 1992 году. С этого времени деловая активность жителей Кал Росал была направлена в первую очередь на обслуживание проезжающих по дороге, которая соединяет Барселону и Берга, и которая проходила через центр поселка.